# Trichodes apiarius
Clairon des abeilles
Espèce
Synonymes
selon BioLib.cz
- Trichodes angusticollis Pic, 1902
- Trichodes apicita Spinola, 1844
- Trichodes apivore Walckenaer, 1802
- Trichodes corallinus Ménétriés, 1832
- Trichodes crassipedarius Chevrolat, 1876
- Trichodes elegans Spinola, 1844
- Trichodes georgianus Chevrolat, 1874
- Trichodes pannonicus Spinola, 1844
- Trichodes suturalis Trella, 1924
- Trichodes suturifer Corporaal, 1932

Le clairon des abeilles (Trichodes apiarius) est une espèce de coléoptères de la famille des Cleridae appartenant au genre Trichodes.

## Description
De 9 à 17 mm de long. Les élytres sont rouge-orangé, avec trois bandes noires transversales, la plus arrière atteignant leur pointe. La tête et le thorax sont bleu-noir.

## Écologie et comportement
Les larves sont roses et vivent dans les nids d'hyménoptères, notamment les abeilles solitaires comme Osmia ou Megachile ou dans les ruches mal soignées. Les larves mangent les nymphes des abeilles ou les insectes adultes. T. apiarius adulte mange du pollen et des petits insectes. Il peut être confondu avec Trichodes alvearius qui est un peu plus grand.

## Habitat et répartition
Cet insecte vit en Europe et Afrique du Nord dans les lieux chauds et ensoleillés (lisières des bois, prairies sèches, à proximité des ruches). On le trouve partout en France, l'adulte de mai à août.

## Étymologie, appellations, sémantique
Il est aussi appelé « loup des abeilles » comme Philanthus triangulum.